# Pachymorpha
Pachymorpha é um género de bicho-pau pertencentes à família Diapheromeridae.
As espécies deste género podem ser encontradas na Australásia, África, Madagáscar e na Ásia tropical até o sul da China.

## Espécies
O arquivo de espécies de Phasmida lista:
- Pachymorpha arguta Chen & Y.H.He, 2008
- Pachymorpha belocerca Chen & Y.H.He, 2008
- Pachymorpha carli (Günther, 1937)
- Pachymorpha congensis Brunner von Wattenwyl, 1907
- Pachymorpha darnis (Westwood, 1859)
- Pachymorpha epidicus (Günther, 1935)
- Pachymorpha madagassa Brunner von Wattenwyl, 1907
- Pachymorpha meruensis Sjöstedt, 1909
- Pachymorpha sansibarica Brunner von Wattenwyl, 1907
- Pachymorpha simplicipes Serville, 1838
- Pachymorpha spinosa Brock & Hasenpusch, 2007
- Pachymorpha squalida (Gray, 1833) = espécie-tipo (como Bacillus squalidus Gray; localidade: Austrália)
- Pachymorpha staeli (Brunner von Wattenwyl, 1893)